# Junioren-Weltmeisterschaften im Rudern 2017
Die Junioren-Weltmeisterschaften im Rudern 2017 fanden vom 2. bis 6. August 2017 in Trakai in Litauen statt. Die Wettbewerbe wurden auf dem Galvesee ausgetragen.
Bei den Meisterschaften wurden 13 Wettbewerbe ausgetragen, davon sieben für Jungen und sechs für Mädchen.
Teilnahmeberechtigt war eine Mannschaft je Wettbewerbsklasse aus allen Mitgliedsverbänden des Weltruderverbandes. Eine Qualifikationsregatta existierte nicht.

## Ergebnisse
Hier sind die Medaillengewinner aus den A-Finals aufgelistet. Diese waren mit sechs Booten besetzt, die sich über Vor- und Hoffnungsläufe sowie Viertel- und Halbfinals für das Finale qualifizieren mussten. Die Streckenlänge betrug in allen Läufen 2000 Meter.

### Junioren
| Bootsklasse                   | Gold | Gold    | Silber | Silber  | Bronze | Bronze  |
| ----------------------------- | --- | ------- | --- | ------- | --- | ------- |
| Einer (JM1x)                  | Vereinigte Staaten Clark Dean | 7:04,73 | Deutschland Moritz Wolff | 7:07,98 | Südafrika Mmbudzeni Masutha | 7:11,10 |
| Doppelzweier (JM2x)           | Australien Cormac Kennedy-Leverett Fergus Hamilton | 6:34,05 | Belarus Artsem Laputsin Jauhen Salaty | 6:37,07 | Griechenland Christos Stergiakas Charalampos Ntinenis | 6:40,86 |
| Doppelvierer (JM4x)           | Schweiz Valentin Hühn Dominic Condrau Andrin Gulich Linus Copes                                                                                             | 6:04,97 | Vereinigtes Königreich Victor Kleshnev Ollie Costley Bryn Ellery Tom Smith | 6:06,06 | Italien Danilo Amalfitano Gabriele D'Alfonsi Nunzio Di Colandrea Leonardo Radice Karoschitz                                                                       | 6:06,23 |
| Zweier ohne Steuermann (JM2-) | Kroatien Patrik Lončarić Anton Lončarić | 6:51,11 | Rumänien Ștefan-Constantin Berariu Florin-Sorin Lehaci | 6:54,50 | Türkei Aydin İnanç Şahin İsmail Ali Bekiroğlu | 6:58,90 |
| Vierer ohne Steuermann (JM4-) | Vereinigtes Königreich Douwe De Graaf Casper Woods Calvin Tarczy Felix Drinkall                                                                             | 6:15,43 | Neuseeland Daniel Hunter Williamson Thomas Russel Matthew MacDonald Benjamin Taylor                                                                                                   | 6:17,12 | Rumänien Dumitru-Alexandru Ciobica Nicu-Iulian Chelaru Cristian-Ionut Cojocaru Ciprian Huc                                                                        | 6:22,80 |
| Vierer mit Steuermann (JM4+)  | Italien Federico Dini Aniello Sabbatino Aniello Di Ruocco Leonardo Apuzzo Riccardo Zoppini (Stm.)                                                           | 6:33,71 | Schweiz Nils Schneider Anton Flohr Oliver Gisiger Nico Müller Nicolas Mamassis (Stm.)                                                                                                 | 6:36,91 | Deutschland Elias Kun Henry Hopmann Jasper Angl Oliver Peikert Elisa Carnetto (Stm.)                                                                              | 6:37,95 |
| Achter (JM8+)                 | Deutschland Tobias Dirschauer Mika Marinus Kohout Leon Münch Patrick Pott Ole Kruse Mattes Schönherr John Heithoff Yannik Sacherer Max Schwartzkopff (Stm.) | 5:49,13 | Vereinigte Staaten Spencer Brennessel Beaumont Chase Barrows Nolan Parks Harrison Burke Gordon Holterman Nikita Lilichenko Christian Tabash Geoffrey Dettlinger Sydney Edwards (Stm.) | 5:50,10 | Vereinigtes Königreich Luke Robinson Tom Worthington Henry Blois-Brooke Tobias Schröder Patrick Adams Seb Newman Henry Jones Matthew Rowe Axel De Boissard (Stm.) | 5:50,26 |

### Juniorinnen
| Bootsklasse                   | Gold | Gold    | Silber | Silber  | Bronze | Bronze  |
| ----------------------------- | --- | ------- | --- | ------- | --- | ------- |
| Einer (JW1x)                  | Spanien Esther Briz Zamorano | 7:58,72 | Südafrika Megan Hancock | 7:59,70 | Frankreich Margaux Bailleul | 8:02,54 |
| Doppelzweier (JW2x)           | Vereinigtes Königreich Holly Dunford Zoe Adamson | 7:10,13 | Deutschland Maren Völz Nora Peuser | 7:11,32 | Kanada Grace VandenBroek Kieanna Stephens | 7:15,51 |
| Doppelvierer (JW4x)           | Rumänien Larisa Elena Rosu Andreea Grapinoiu Simona Geanina Radiș Tabita Maftei                                                                                              | 6:46,27 | Deutschland Annabelle Bachmann Sophie Leupold Tabea Kuhnert Leonie Menzel                                                                                  | 6:46,72 | Schweiz Jana Nussbaumer Lisa Loetscher Emma Kovacs Eline Rol | 6:50,99 |
| Zweier ohne Steuerfrau (JW2-) | Rumänien Adriana Ailincăi Maria Tivodariu | 7:35,83 | Griechenland Margarita Georgoudi Christina Bourmpou | 7:38,79 | Deutschland Katja Fuhrmann Marie-Sophie Zeidler | 7:40,95 |
| Vierer ohne Steuerfrau (JW4-) | Kroatien Ivana Jurkovic Josipa Jurkovic Bruna Milinovic Izabela Krakic | 6:57,75 | Rumänien Ioana-Irina Acsinte Geanina-Dumitrita Juncanariu Elena-Catalina Onciu Alina-Maria Baleţchi                                                        | 7:00,87 | Vereinigte Staaten Kelsey Mcginley Gwenyth Lynch Rose Carr Kaitlyn Kynast | 7:04,60 |
| Achter (JW8+)                 | Tschechien Linda Skalova Marie Stefkova Katerina Hartmanova Anna-Marie Mackova Zuzana Metlicka Veronika Kiacova Josefina Laznickova Valentyna Kolarova Sofie Sumanova (Stf.) | 6:27,97 | Deutschland Hannah Reif Katharina Stamer Annabel Oertel Katarina Tkachenko Lena Sarassa Patricia Schwarzhuber Inke Buse Leonie Heuer Neele Erdtmann (Stf.) | 6:28,40 | Rumänien Elena Danut Elena-Cosmina Ciritel Monica-Georgiana Andron Ioana-Madalina Morosan Andreea Popa Raluca-Georgiana Dinulescu Maria-Magdalena Rusu Vasilica-Alexandra Rusu Victoria-Stefania Petreanu (Stf.) | 6:30,27 |

## Medaillenspiegel
| Platz | Land                   | Gold | Silber | Bronze | Gesamt |
| ----- | ---------------------- | ---- | ------ | ------ | ------ |
| 1     | Rumänien               | 2    | 2      | 2      | 6      |
| 2     | Vereinigtes Königreich | 2    | 1      | 1      | 4      |
| 3     | Kroatien               | 2    |        |        | 2      |
| 4     | Deutschland            | 1    | 4      | 2      | 7      |
| 5     | Schweiz                | 1    | 1      | 1      | 3      |
| 5     | Vereinigte Staaten     | 1    | 1      | 1      | 3      |
| 7     | Italien                | 1    |        | 1      | 2      |
| 8     | Australien             | 1    |        |        | 1      |
| 8     | Tschechien             | 1    |        |        | 1      |
| 8     | Spanien                | 1    |        |        | 1      |
| 11    | Griechenland           |      | 1      | 1      | 2      |
| 11    | Südafrika              |      | 1      | 1      | 2      |
| 13    | Belarus                |      | 1      |        | 1      |
| 13    | Neuseeland             |      | 1      |        | 1      |
| 15    | Kanada                 |      |        | 1      | 1      |
| 15    | Frankreich             |      |        | 1      | 1      |
| 15    | Türkei                 |      |        | 1      | 1      |
| Summe | Summe                  | 13   | 13     | 13     | 39     |